# Antti Rinne
Antti Juhani Rinne (født 3. november 1962 i Helsinki) er en finsk socialdemokratisk politiker, der var Finlands statsminister fra juni til december 2019.
Rinne hører til Finlands Socialdemokratiske Parti og har været partiets leder siden 9. maj 2014. I perioden 2014-15 var han finansminister og vicestatsminister, og han har været medlem af Rigsdagen siden 2015. Ved rigsdagsvalget 14. april 2019 vandt Socialdemokraterne med Rinne i spidsen, og han kunne efter næsten to måneders forhandlinger indsættes som statsminister den 6. juni 2019 som leder af en centrum-venstre regering med ministre fra fem partier. 10. december samme år afløstes han af Sanna Marin.

## Biografi
Rinne er uddannet jurist fra Helsinki Universitet. Han har virket som advokat og været formand for flere fagforeninger i perioden 2002 til 2014. I 2014 blev han formand for Socialdemokraterne, da han besejrede den siddende formand Jutta Urpilainen.
Under en ferie ved årsskiftet 2018-19 var Rinne med sin hustru på ferie i Spanien, men ved ankomsten blev han dårlig og blev indlagt på hospital, hvor han i første omgang blev diagnosticeret med en alvorlig lungebetændelse. Efterfølgende blev han transporteret tilbage til Finland, hvor nærmere undersøgelser viste, at han havde en forsnævret kranspulsåre, der krævede en ballonudvidelse. Ydermere blev han ramt af en bakterie under indlæggelsen i Spanien. Hele sygdomsforløbet varede et par måneder, hvorpå han dog fortsat ikke var helt rask, men han var dog i stand til at deltage i valgkampen.
Ved rigsdagsvalget i 2019 lykkedes Rinne at føre sit parti frem til at blive det største parti i Finland for første gang siden årtusindskiftet, dog kun med ét mandats forspring til det stærkt højreorienterede parti De Sande Finner. Han og Socialdemokraterne dannede efterfølgende regering med Centerpartiet, Grønt Forbund, Venstreforbundet og Svensk Folkeparti med Rinne selv som regeringsleder og statsminister. Efter blot 6 måneders regeringsførelse blev Rinne og hans regering den 3. december 2019 tvunget til at gå af, efter at uroligheder om overenskomster i det finske postvæsen, Posti, havde ført til strejker i flere sektorer. Rinnes afløser, den dengang 34-årige næstformand for Socialdemokratiet, Sanna Marin, blev godkendt som ny statsminister af Rigsdagen den 10. december 2019 og blev den yngste siddende regeringsleder i verden. Rinne fortsatte som formand for Finlands Socialdemokratiske Parti indtil september 2020.